# Balogh József (jezsuita)
Radnóti Balogh József (Radnót, 1701. július 31. – Marosvásárhely, 1756. március 10.) jezsuita tanár.

## Élete
A bölcseleti tanulmányokat Kolozsvárott végezte, 1723-ban a jezsuiták szerzetébe lépett; a gimnáziumi osztályokban 1724–1727-ig tanította a hittant, etikát és bölcseletet Kolozsvárott, Ungvárt és Pécsett, azután Kassán; 1742-től Erdélyben a románok közt hittéritőként működött öt évig; végül a marosvásárhelyi papnevelő és missio főnöke lett.

## Munkái
1. Praerogativa philosophiae, ex naturae et artis testimonio probata. Cassoviae. 1737
2. Speculum praesulum Hungariae de re literaria bene meritorum. Uo. 1737
3. Legjobb rész. (Halotti prédikáczió Mikes Mária, gr. Kornis Antalné fölött.) Uo. 1744